# Diana Ross
Diana Ross (nascuda Diane Ernestine Earle Ross a Detroit, Michigan, el 26 de març de 1944) és una actriu i cantant de pop, soul i R&B estatunidenca. Ross és una de les dones artistes de més èxit de la seva època, gràcies al seu paper com a cantant principal del grup The Supremes de la discogràfica Motown Records durant els anys 60.
El 1993, va entrar en el Llibre Guinness de Rècords com l'artista femenina de major èxit de tots els temps, hagut en part pels seus 18 "nº1", sis d'ells en solitari. Només The Beatles (amb 20 "nº1") i Mariah Carey (amb 18) l'han igualat o superat. Però a Billboard els seus "nº1" s'expliquen per separat: en té 12 amb The Supremes i 6 com a solista, sent superada llavors per cantants com Janet Jackson, Madonna i Whitney Houston.
Amb 50 anys de carrera, les vendes dels seus àlbums i senzills tenen un total estimat de més de 100 milions de còpies, la qual cosa la converteix en una d'artistes musicals amb majors vendes.

## Biografia

### Primers anys (1944-1959)
Diana Ross, filla d'un membre de raça blanca de l'exèrcit dels Estats Units i una docent negra de Bessemer (Alabama), va néixer a Detroit, Michigan el 1944. Després, la família es va instal·lar durant un breu període a Alabama a causa que la seva mare estava malalta.
La família va tornar a Detroit quan Diana tenia 14 anys. Ross va aspirar en la seva adolescència convertir-se en dissenyadora de modes, per la qual cosa ella es va inscriure en el Cass Technical High School.

### The Supremes(1959-1970)

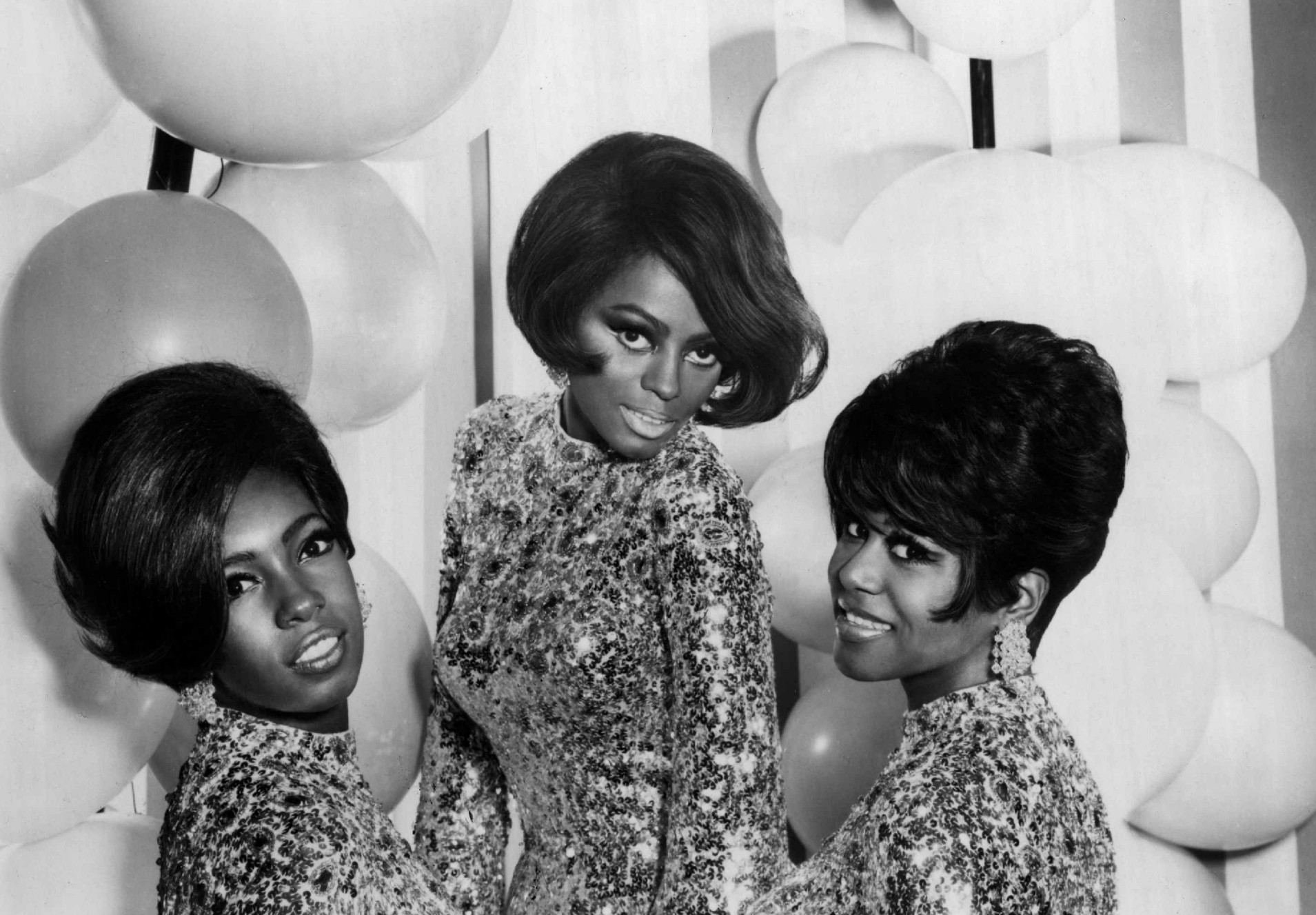
Diana Ross, al centre, amb les integrants de The Supremes (1967).

El 1959, amb 15 anys, es va unir a les seves veïnes Mary Wilson, Florence Ballard, i Betty McGlown per formar el quartet local conegut com The Primettes, que actuaven com teloneres de The Primes (més tard anomenats The Temptations).
El 1961 van signar un contracte amb la discogràfica Motown Records, i Betty McGlown va ser reemplaçada per Barbara Martin. El grup va ser rellançat sota el nom de The Supremes. El 1962 Barbara va abandonar el quartet, convertint-ho en un trio. El delegat de la discogràfica, Berry Gordy, va convertir a Diana en la líder del conjunt musical. Entre agost de 1964 i maig de 1967, el tercet va aconseguir que deu dels seus senzills arribessin al posat nº1 del Billboard Hot 100. Després, Gordy va substituir Florence Ballard per la vocalista de Patti LaBelle and the Bluebelles, Cindy Birdsong. Aviat, va rebatejar al grup com a Diana Ross and the Supremes, per donar-li protagonisme tant a la veu principal com al conjunt. Ja ho havia fet amb altres agrupacions com Smokey Robinson & The Miracles, abans anomenats The Miracles, i Martha Reeves & The Vandellas, abans coneguts com The Vels, per les mateixes raons.
The Supremes, sota el lideratge de Diana Ross, va aconseguir dotze grans èxits als Estats Units, entre els quals destaquen "Where Did Our Love Go", "Baby Love", i "You Can't Hurry Love". Així, es van convertir en el segon conjunt musical de parla anglesa més reeixit de la dècada de 1960, després dels Beatles. El 1969, Diana va decidir abandonar el grup. Va actuar per última vegada com a membre del trio el gener de 1970 i la seva vacant va ser coberta per diverses cantants.

## Carrera en solitari (1970 en endavant)

### 1970-1978
Al maig de 1970, amb el suport dels productors musicals Ashford & Simpson, va llançar el seu primer disc en solitari, titulat Diana Ross. El primer senzill d'aquesta producció va ser la cançó gospel "Reach Out and Touch (Somebody's Hand)", la qual va aconseguir la posició nº20 del Billboard Hot 100. El segon single va ser una versió del tema "Ain't No Mountain High Enough", va tenir un èxit internacional, i est seria el primer llançat en solitari a aconseguir el posat nº1 de les llistes pop. Per "Ain't No Mountain High Enough" va ser nominada al Premi Grammy per millor vocalista pop.
El 1971, Motown va llançar un segon àlbum de Diana anomenat Everything Is Everything. El primer senzill d'aquest, "I'm Still Waiting", va ser tot un èxit, especialment en el Regne Unit, on va aconseguir el lloc nº1 de les llistes de popularitat. Diversos mesos després va llançar el seu tercer disc en solitari titulat Surrender. Aquest mateix any va tenir el seu propi programa especial per a la televisió, anomenat Diana!. Allà hi van aparèixer com a convidats The Jackson 5, Bill Cosby i Danny Thomas. A la fi del mateix any, Motown va anunciar que produiria una pel·lícula biogràfica protagonitzada per Ross, en la qual retrataria a la cantant Billie Holiday.
Ross va debutar al cinema el 1972 en la pel·lícula Lady Sings the Blues, on va interpretar a Billie Holiday, sota la direcció de Sidney J. Furie. El llargmetratge va tenir un gran èxit crítica i públic. Posteriorment va guanyar un Globus d'Or per «Nou estel de l'any- actriu» i va ser nominada al premi Óscar per «Millor actriu». La banda sonora de la pel·lícula va aconseguir el primer lloc de la llista Billboard 200, on es va mantenir durant tres setmanes consecutives. En la setmana del seu llançament va vendre més de 300 000 còpies.

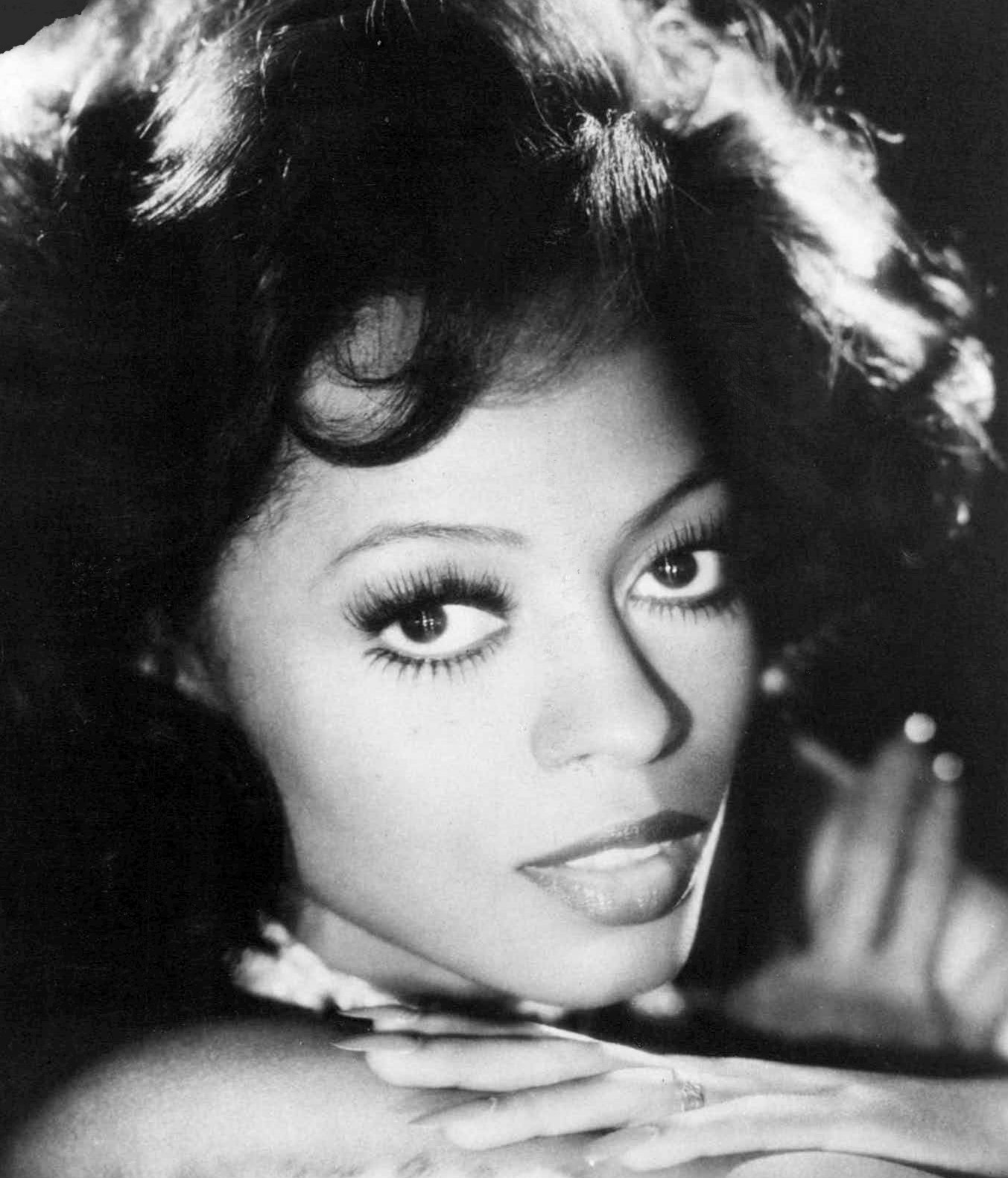
Diana Ross (agost de 1976).

Al començament de 1973, va publicar l'àlbum Touch Me in the Morning. El senzill homònim va aconseguir el lloc número u de les llistes nord-americanes. A final del mateix any, la cantant va llançar un reeixit àlbum al costat de Marvin Gaye, anomenat Diana & Marvin. D'aquí en van sortir els senzills "My Mistake (Was to Love You)", que es va situar en el Top 20 dels Estats Units, i "You Are Everything", que es va situar en el Top 5 del Regne Unit.
El 1975, va protagonitzar la pel·lícula Mahogany, al costat de Billy Dee Williams. El director era Tony Richardson, però després va ser substituït per Berry Gordy. Amb aquest últim Diana no va tenir una bona relació, per la qual cosa va abandonar el rodatge abans que culminés. El film va ser un èxit comercial, però no va rebre bones crítiques. De la banda sonora es van desprendre els singles "Do You Know Where You're Going To", que va arribar al nº1 de les llistes pop, i el tema de música disco "Love Hangover". L'èxit d'aquests senzills van ajudar a la publicació de l'àlbum Diana Ross.
El 1977 va guanyar el Premi Tony per l'especial musical An Evening with Diana Ross, que després va ser televisat per la cadena NBC. En aquest mateix any, Motown va adquirir els drets de la popular obra de Broadway El mag per poder portar-la a la pantalla gran com una versió "afroamericana" del màgic d'Oz. Diana va interpretar el paper de Dorothy, que havia encarnat de forma inoblidable Judy Garland, i va compartir escena amb Lena Horne, Richard Pryor, Nipsey Russell, Ted Ross i el seu amic Michael Jackson, qui en aquests anys començava a destacar al marge del seu grup The Jacksons. La pel·lícula es va estrenar l'octubre de 1978, rebent crítiques dolentes i fracassant en la taquilla; però la banda sonora d'aquesta, produïda per Quincy Jones, va vendre més de 850.000 còpies. Aquesta seria l'última producció cinematogràfica de Motown.

### 1979-1987
El 1979, Ross es va reunir amb Nicholas Ashford i Valerie Simpson per al llançament del disc The Boss, el qual va ser certificat com a "disc d'or" per la RIAA. El 1980, va publicar Diana, el seu primer àlbum certificat com a "disc de platí" per la RIAA. L'àlbum va incloure els reeixits senzills "Upside Down", el cinquè a arribar al lloc nº1 de les llistes, i "I'm Coming Out". Diana va aconseguir el segon lloc del Billboard 200, i hi va romandre durant tres setmanes, venent més de 6 milions de còpies als Estats Units.
Ross va col·laborar en la banda sonora de la pel·lícula Endless Love, gravant el senzill homònim al costat del cantautor Lionel Richie. Quan aquesta cançó va arribar al lloc nº1 de les llistes de popularitat, Diana es va convertir en la primera cantant femenina a aconseguir sis singles número u en el Billboard Hot 100. Quan el seu contracte de vint anys amb Motown va vèncer, va signar un contracte de 20 milions de dòlars amb la discogràfica RCA Records.
El primer àlbum de Diana amb RCA Records va ser Why Do Fools Fall in Love, que va sortir a la venda l'estiu de 1981. D'ell es van desprendre tres reeixits senzills: "Why Do Fools Fall in Love", "Mirror Mirror" i "Work That Bodi", el qual va entrar en el Top 10 del Regne Unit.
El 1983 es va reunir amb Mary Wilson i Cindy Birdsong, els seus excompanyes de The Supremes, per al programa especial Motown 25: Yesterday, Today, Forever. El trio va interpretar el tema "Someday We'll Be Together", un clàssic del seu repertori. A finals d'aquest mateix any, Diana va realitzar un concert en el Central Park de Nova York, la recaptació del qual es va utilitzar per a la construcció d'una zona de jocs que porta el seu nom. Part d'aquest xou va ser filmat i televisat pel senyal de cable Showtime. Hi van assistir més de 800.000 persones, per la qual cosa Ross va anunciar que l'endemà brindaria un nou concert, al que van assistir prop de 500.000 espectadors. No obstant això la recaptació d'ambdues presentacions no van ser suficients per al finançament del Diana Ross Playground, per la qual cosa la mateixa Ross va haver de pagar els 250.000 dòlars que faltaven perquè es dugués a terme el projecte.
Amb RCA va gravar diversos senzills reeixits com "Muscles" (1982), tema musical compost per Michael Jackson i nominat al Grammy, "So Close" (1983), "Pieces of Ice" (1983), "All of You" (1984), el qual va arribar al lloc nº1 de la llista dance, "Swept Away" (1984), "Missing You" (1985), "Eaten Alive" (1985), "Chain Reaction", el qual va aconseguir la posició nº1 de les llistes del Regne Unit, i "We Are The World", que va ser un èxit a tot el món. La cançó "All of You" la va interpretar a duo al costat de Julio Iglesias, la qual cosa va contribuir a catapultar a Julio a l'èxit al mercat anglosaxó.
Els àlbums que va llançar en aquests anys van ser All The Great Hits, el qual va ser certificat com a "disc d'or" per la RIAA, Silk Electric, Diana Ross Anthology i Swept Away. El 1987 va publicar Xarxa Hot Rhythm & Blues, que va rebre molt bones crítiques però no va ser un èxit comercial, i If We Hold On Together. El 1989, Diana va tornar a Motown.

### 1989-1999
El primer àlbum que va llançar en vuit anys amb Motown va ser Workin' Overtime. Malgrat que el senzill homònim va arribar al lloc nº3 de la llista R&B, el compacte va ser un fracàs comercial.
En la dècada de 1990 va publicar senzills i àlbums que van aconseguir poca acollida en les llistes de Regne Unit i Europa, com "When You Tell Me That You Love Me" (cançó que anys després gravarien a duo Julio Iglesias i Dolly Parton), "One Shining Moment", "Force Behind The Power", "Heart (Don't Change My Mind)", "Your Love", "The Best Years of My Life", "Take Me Higher", "Gone", "I Will Survive" i "In the Ones You Love". El 1993 va publicar el disc Christmas in Vienna, que recollia un concert de sabor nadalenc ofert per Diana amb Plácido Domingo i José Carreras. El 1994, va reprendre la seva carrera d'actriu en protagonitzar el telefilm de la cadena ABC, Out of Darkness. Per la seva interpretació va rebre la seva tercera nominació al Globus d'Or. El 1996 va realitzar una actuació especial en el Super Bowl XXX. El 1999, com a solista, ella es va situar en el 38 en la llista de VH1 The 100 Greatest Women in Rock and Roll mentre que The Supremes es van col·locar en el nº6. En el mateix any, va coprotagonitzar un altre telefilm per l'ABC, titulat Double Platinum, on va interpretar una cantant que abandona a la seva filla per concentrar-se en la seva carrera.

### 2000-present: Ross al segle XXI
El 2000, Ross va anunciar que realitzaria amb les seves antigues companyes de The Supremes, Mary Wilson i Cindy Birdsong, una gira titulada Return to Love. Wilson i Birdsong no van voler participar en ella perquè Diana rebria 15 milions de dòlars, mentre que a elles els pagarien 2 i 1 milions de dòlars respectivament. Van ser substituïdes per Lynda Laurence i Scherrie Payne, els qui havien format part del grup després que Diana l'abandonés. Els primers concerts del tour es van dur a terme primer a Filadèlfia i després en el Madison Square Garden de Nova York. Return to Love només va comptar amb nou presentacions, ja que les vendes d'entrades van ser escasses.
A principis de l'any 2000 va ser homenatjada en l'esdeveniment anual "VH1 Dives"
Al desembre de 2002, Ross va ser arrestada en Tucson, Arizona per conduir en estat d'embriaguesa. Després de complir dos dies d'arrest va tornar a la seva casa a Greenwich, Connecticut. Després d'aquest episodi, es va mantenir durant poc més de dos anys allunyada dels mitjans de comunicació.
El 2005 va gravar amb Rod Stewart el senzill "I've Got a Crush on You", pertanyent a l'àlbum d'aquest últim anomenat The Great American Songbook, que va aconseguir el lloc 19 del Billboard Hot Adult Contemporary. Diana, al costat de Westlife, va tornar a gravar el seu èxit "When You Tell Me You Love Me", que va tornar a aconseguir el lloc #2 de les llistes de Regne Unit i el nº1 de les d'Irlanda. El juny de 2006, Motown va publicar el seu àlbum Blue, el qual va aconseguir el posat nº2 de la llista de jazz de Billboard. El seu següent àlbum d'estudi va ser I Love You, llançat mundialment el 2 d'octubre de 2006 i el 16 de gener de 2007 a Amèrica del Nord, produït per la discogràfica Manhattan Records/EMI. El compacte va aconseguir debutar en la posició nº32 de les llistes pop i la nº16 de les de R&B, i des del seu llançament va vendre més de 622.000 còpies a tot el món.
Al començament de 2007, Ross va aparèixer en diversos programes de televisió dels Estats Units i Europa, com per exemple American Idol o Live with Regis and Kelly, per promocionar el seu treball discogràfic. Aquest, igual que la seva gira europea, va obtenir crítiques positives.
Diana va quedar destrossada quan va saber que Michael Jackson havia mort. El 2 de juliol de 2009 va ser revelada la intenció pòstuma de Michael que ella tingués la custòdia dels seus fills en cas que la seva mare Katherine de 79 anys morís o es veiés impedida d'exercir-la.
Segueix brindant concerts amb el Tour "In The Name Of Love".

## Projectes no musicals
Ross va debutar al cinema el 1972 en la pel·lícula Lady Sings the Blues, on va interpretar a la també cantant Billie Holiday, sota la direcció de Sidney J. Furie. El llargmetratge va rebre ressenyes positives de diverses fonts i comercialment també li va anar molt bé. Posteriorment va guanyar un Globus d'Or com a «Nova estrella de l'any». Així mateix, va ser nominada a l'Oscar a la millor actriu i al Globus d'Or a la millor actriu dramàtica.
Més tard, va protagonitzar la pel·lícula Mahogany, al costat de Billy Dee Williams, sota la direcció de Berry Gordy. Allí va interpretar el paper d'una dissenyadora de moda. El film va rebre crítiques majoritàriament negatives i comercialment no li va anar bé. El 1977, va actuar al costat de Lena Horne, Richard Pryor, Nipsey Russell, Ted Ross i el seu amic Michael Jackson la versió cinematogràfica de l'obra teatral El mag, la qual estava basada al seu torn la pel·lícula El mag d'Oz. El musical va rebre ressenyes negatives de diverses fonts.
Ross va reprendre la seva carrera com a actriu en la dècada de 1990, per protagonitzar les pel·lícules per a televisió: Out of Darkness, de 1994, i Double Platinum, de 1999.

## Filmografia
- 1966: The Supremes In The Orient (amb The Supremes, mai estrenada)
- 1972: Lady Sings the Blues
- 1975: Mahogany
- 1978: El mag (The Wiz)
- 1994: Out of Darkness (telefilm)
- 1999: Double Platinum (telefilm)

## Premis i nominacions

### Nominacions
- 1973: Oscar a la millor actriu per Lady Sings the Blues
- 1973: Globus d'Or a la millor actriu dramàtica per Lady Sings the Blues
- 1974: BAFTA a la millor actriu per Lady Sings the Blues
- 1995: Globus d'Or a la millor actriu en minisèrie o telefilm per Out of Darkness

### Honors
- Medalla Presidencial de la Llibertat[13]